# Laventie
Laventie est une commune française située dans le département du Pas-de-Calais en région Hauts-de-France, historiquement située en Flandre française. Ses habitants sont appelés les Laventinois. La commune est membre de la communauté de communes Flandre Lys.
La commune de Laventie (nom officiel depuis 1801), traversée par de nombreux canaux de drainage, est située dans l'est du département du Pas-de-Calais et limitrophe du département du Nord. Elle se situe à 14 km, à vol d'oiseau, au nord-est de la commune de Béthune. C’est une commune de type ceinture urbaine, appartenant à l’unité urbaine de Béthune, avec une population de 5 007 habitants au dernier recensement de 2022, elle a connu un creux de population en 1921 avec 2 648 habitants.
La ville, partiellement détruite lors de la Première Guerre mondiale, est reconstruite par l'architecte  Louis Marie Cordonnier. Elle est décorée de la croix de guerre 1914-1918. Six cimetières militaires se trouvent sur le territoire de la commune.

## Géographie

### Localisation
Localisée dans l'est du département du Pas-de-Calais, dans l'ancienne province de Flandre française et limitrophe du département du Nord, Laventie est une commune périurbaine du Pays de l'Alleu située, à vol d'oiseau, à 11 km de la frontière entre la Belgique et la France, à 14 km au nord-est de la commune de Béthune (chef-lieu d'arrondissement) et à 18 km à l'ouest de la commune de Lille (aire d'attraction).
Le territoire de la commune est limitrophe de ceux de six communes, dont deux, Aubers et La Gorgue, dans le département du Nord.
Les communes limitrophes sont Aubers, Fleurbaix, La Gorgue, Neuve-Chapelle, Richebourg et Sailly-sur-la-Lys.

### Géologie et relief
La superficie de la commune est de 18,13 km2 ; son altitude varie de 15  à   20 m.

### Hydrographie
Le territoire de la commune est situé dans le bassin Artois-Picardie.
De nombreux canaux de drainage parcourent le territoire communal comme le Courant de Frenelet, le Courant des Amoureux, le Courant Duprez, le Courant des Bannois, le Courant de Tilleloy, le Courant du Ponchel, le Courant du Pont Baudet, le Courant du Fort-d'Esquin, le Courant Harduin, le Grand Courant, le Haut Courant, le luttum candeille, le Ponchet, la rivière des Layes, qui limite la commune à l'est, et onze cours d'eau au toponyme hydrographique inconnu,,,,,,,,,,.

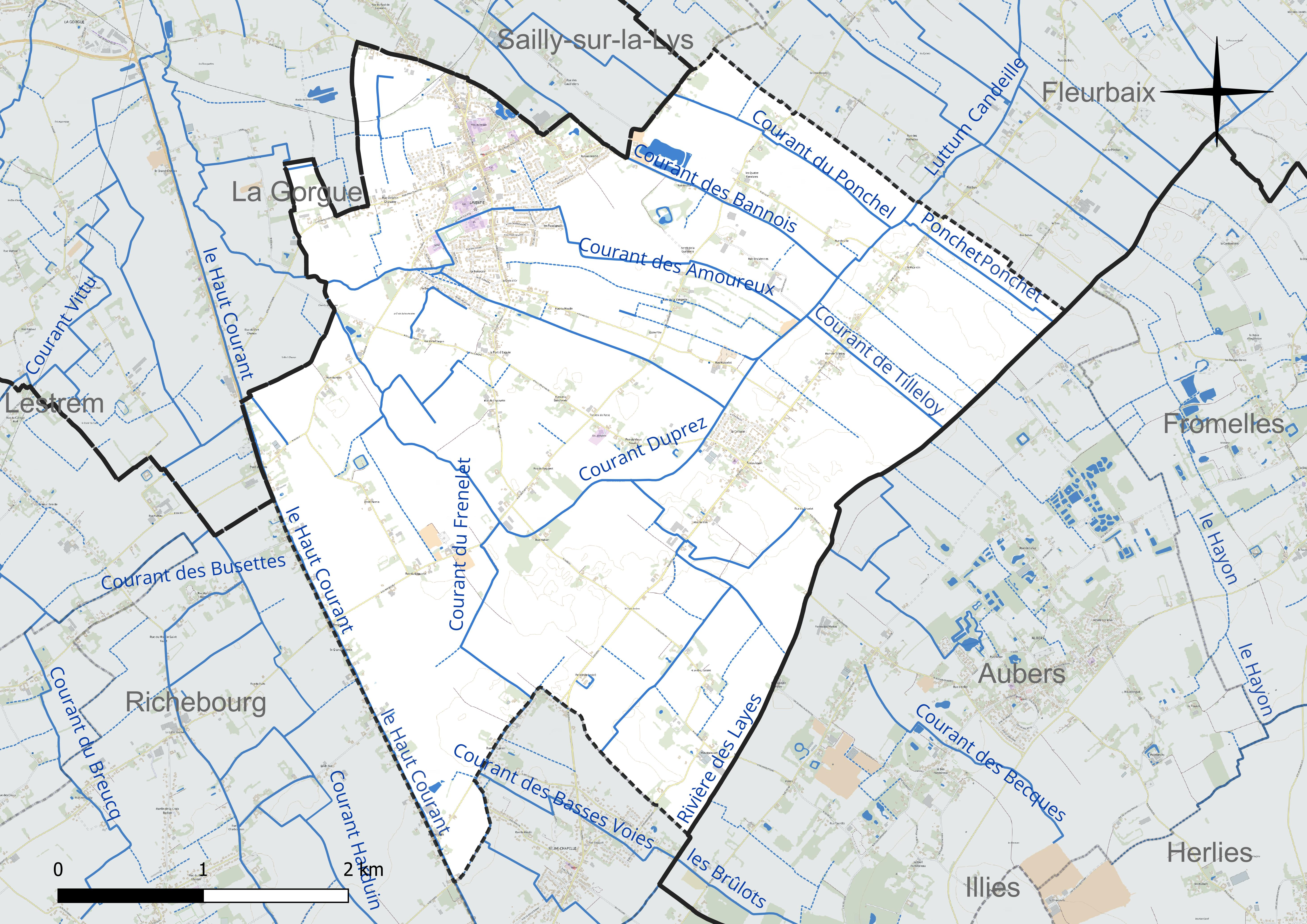
Réseau hydrographique de Laventie.

### Climat
Pour des articles plus généraux, voir Climat des Hauts-de-France et Climat du Nord-Pas-de-Calais.
En 2010, le climat de la commune est de type climat océanique dégradé des plaines du Centre et du Nord, selon une étude du Centre national de la recherche scientifique (CNRS) s'appuyant sur une série de données couvrant la période 1971-2000. En 2020, Météo-France publie une typologie des climats de la France métropolitaine dans laquelle la commune est exposée à un climat océanique et est dans une zone de transition entre les régions climatiques « Nord-est du bassin Parisien » et « Côtes de la Manche orientale ». 
Pour la période 1971-2000, la température annuelle moyenne est de 10,7 °C, avec une amplitude thermique annuelle de 14 °C. Le cumul annuel moyen de précipitations est de 702 mm, avec 11,6 jours de précipitations en janvier et 8,5 jours en juillet. Pour la période 1991-2020, la température moyenne annuelle observée sur la station météorologique la plus proche, située sur la commune de Lillers à 22 km à vol d'oiseau, est de 11,1 °C et le cumul annuel moyen de précipitations est de 731,5 mm,. Pour l'avenir, les paramètres climatiques de la commune estimés pour 2050 selon différents scénarios d'émission de gaz à effet de serre sont consultables sur un site dédié publié par Météo-France en novembre 2022.

### Milieux naturels et biodiversité

#### Espèces faunistiques et floristiques
L’Inventaire national du patrimoine naturel (INPN) recense plusieurs espèces faunistiques et floristiques sur le territoire de la commune dont certaines sont protégées et d’autres menacées et quasi-menacées.

## Urbanisme

### Typologie
Au 1er janvier 2024, Laventie est catégorisée ceinture urbaine, selon la nouvelle grille communale de densité à sept niveaux définie par l'Insee en 2022.
Elle appartient à l'unité urbaine de Béthune, une agglomération inter-départementale regroupant 94  communes, dont elle est une commune de la banlieue,,. Par ailleurs la commune fait partie de l'aire d'attraction de Lille (partie française), dont elle est une commune de la couronne,. Cette aire, qui regroupe 201 communes, est catégorisée dans les aires de 700 000 habitants ou plus (hors Paris),.

### Occupation des sols
L'occupation des sols de la commune, telle qu'elle ressort de la base de données européenne d’occupation biophysique des sols Corine Land Cover (CLC), est marquée par l'importance des territoires agricoles (89,3 % en 2018), en diminution par rapport à 1990 (92,6 %). La répartition détaillée en 2018 est la suivante : 
terres arables (89,3 %), zones urbanisées (10,7 %). L'évolution de l’occupation des sols de la commune et de ses infrastructures peut être observée sur les différentes représentations cartographiques du territoire : la carte de Cassini (XVIIIe siècle), la carte d'état-major (1820-1866) et les cartes ou photos aériennes de l'IGN pour la période actuelle (1950 à aujourd'hui).

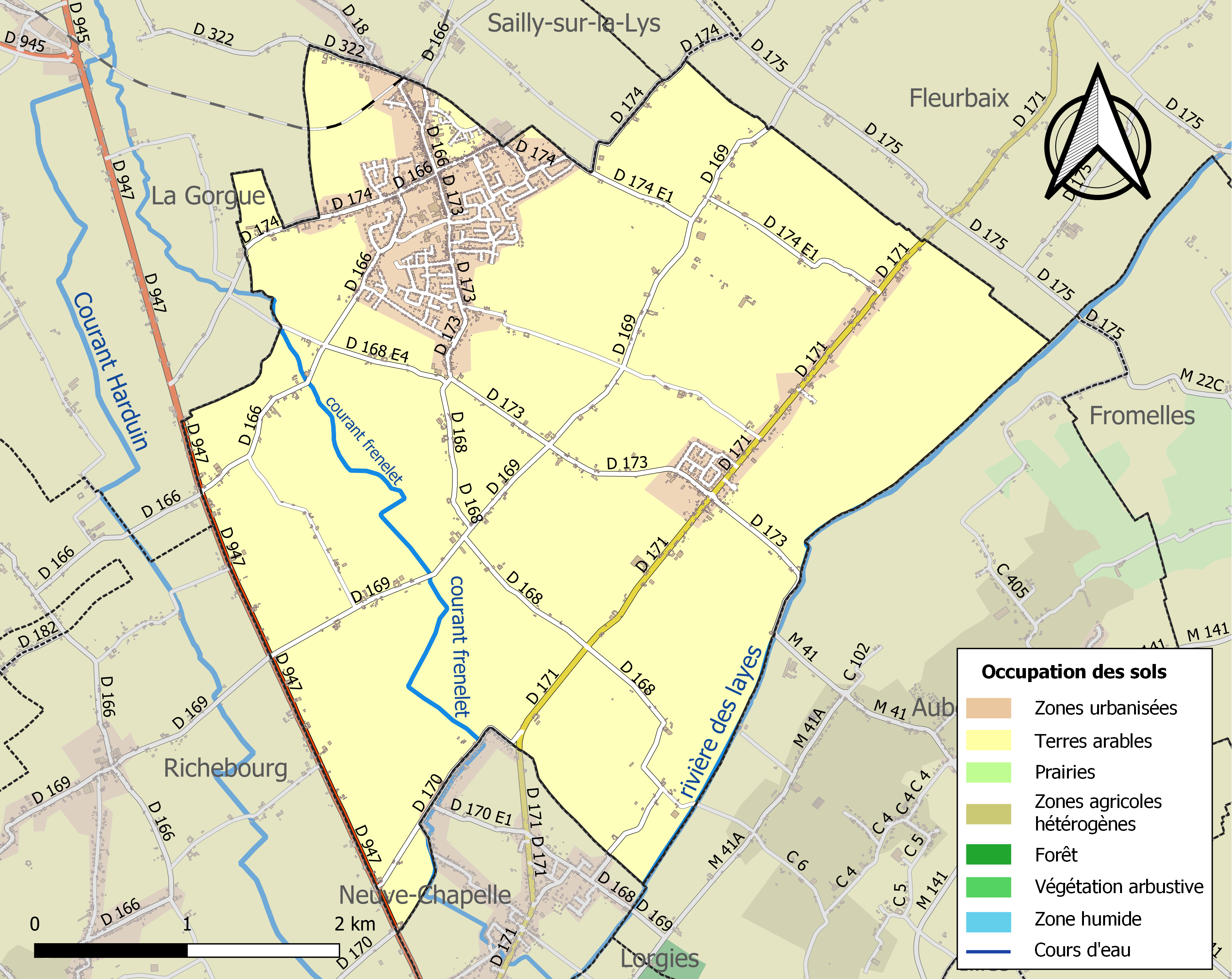
Carte des infrastructures et de l'occupation des sols de la commune en 2018 (CLC).

### Lieux-dits, hameaux et écarts
La commune de Laventie est formée de plusieurs hameaux, le plus grand étant Fauquissart mais on y trouve aussi ceux de Mauquissart, du Picantin et des Quatre Paroisses.

### Logement
En 2022, le nombre total de logements dans la commune était de 2 151, alors qu'il était de 2 086 en 2016 et de 1 926 en 2011
, soit une progression du nombre total de logements de 11,7 % depuis 2011.
Parmi ces 2 151 logements, 92,4 % étaient des résidences principales, (soit 1 987 logements), 0,5 % des résidences secondaires et 7,1 % des logements vacants. Ces logements étaient pour 89,6 % d'entre eux des maisons individuelles et pour 10,3 % des appartements.
Sur les 1 987 résidences principales, 74,2 % sont occupées par des propriétaires, 24,2 % par des locataires et 1,6 % par des personnes logées gratuitement.
Le tableau ci-dessous présente la typologie des logements à Laventie en 2022 en comparaison avec celle du Pas-de-Calais et de la France entière. Une caractéristique marquante du parc de logements est ainsi la faible proportion des résidences secondaires et logements occasionnels (0,5 %) par rapport au département (6,6 %) et à la France entière (9,7 %) ainsi que d'une proportion de logements vacants (7,1 %) inférieure à celle du département (7,2 %) et de la France entière (8 %).
| Typologie                                               | Laventie | Pas-de-Calais | France entière |
| ------------------------------------------------------- | -------- | ------------- | -------------- |
| Résidences principales (en %)                           | 92,4     | 86,2          | 82,3           |
| Résidences secondaires et logements occasionnels (en %) | 0,5      | 6,6           | 9,7            |
| Logements vacants (en %)                                | 7,1      | 7,2           | 8              |

## Toponymie
Le nom de la localité est attesté sous les formes Le Venties vers 1000 ; Le Venteis en 1024 ; Leventie en 1102 ; Wenti en 1107 ; Le Venthies en 1440 ; Leventye au XVe siècle ; Venthie en 1612 ; Leventisium en 1641 ; La Ventie en 1793 ; La Ventie et Laventie depuis 1801.
Wentie en flamand.

## Histoire
Laventie a fait partie d'une région appartenant à l'origine aux 17 provinces des Pays-Bas espagnols, dite Pays de l'Alleu, regroupant quatre communes : Fleurbaix, Laventie, Sailly (Sailly-sur-la-Lys) et La Gorgue.
C'est une région huguenote d'où partirent des habitants pour s'installer aux Amériques, en Afrique du Sud, en Allemagne, en Hollande, en Angleterre... Le Pays de l'Alleu était rattaché au comté de Flandre et au pays d'Artois,.
XIXe siècle

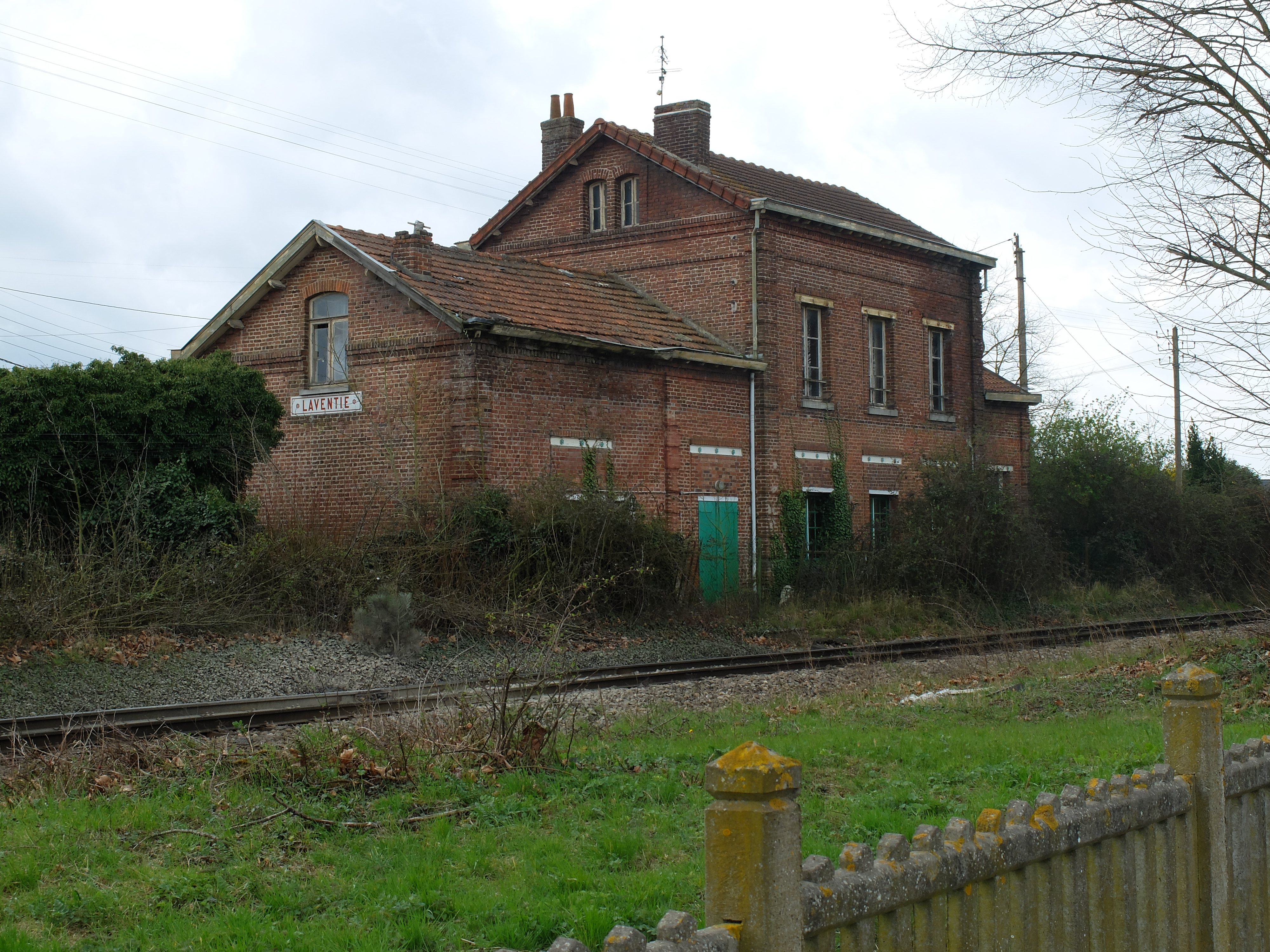
L'ancienne gare en 2015

La commune, instituée par la Révolution française, absorbe entre 1790 et 1794 celle de Fauquissart.
La ville disposait d'une gare sur la ligne d'Armentières à Arques, dont le trafic voyageur a cessé en 1958, mais dont le trafic marchandises est resté significatif[source insuffisante].

### Première Guerre mondiale
La ville est partiellement détruite lors de la Première Guerre mondiale. Elle est située sur la ligne du front ; Allemands et Britanniques y font nombre d'incursions et de bombardements. Elles est affectée par les combats d'Aubers en 1915, et de Fromelles en 1916.
Le 16 septembre 1917, est fusillé à Laventie, au lieu-dit Le Picantin, rue du Bacquerot, le seul soldat membre du corps expéditionnaire portugais pendant la Première Guerre mondiale, fusillé pour l'exemple, aux motifs de trahison. La peine de mort alors abolie au Portugal, fut spécialement rétablie par décret pour que l'exécution puisse avoir lieu. Le militaire est inhumé au cimetière militaire portugais de Richebourg.
En avril 1918, les Allemands en pleine offensive percent le front de la Lys, ils évacuent de force les 1 500 Laventinois encore présents. À leur retour, la commune est quasi détruite, l'église est ravagée et 800 des 900 maisons sont inhabitables.
La ville est décorée de la croix de guerre 1914-1918 le 28 septembre 1920, distinction également attribuée à 276 autres communes du Pas-de-Calais,.

Laventie pendant la Première Guerre mondiale
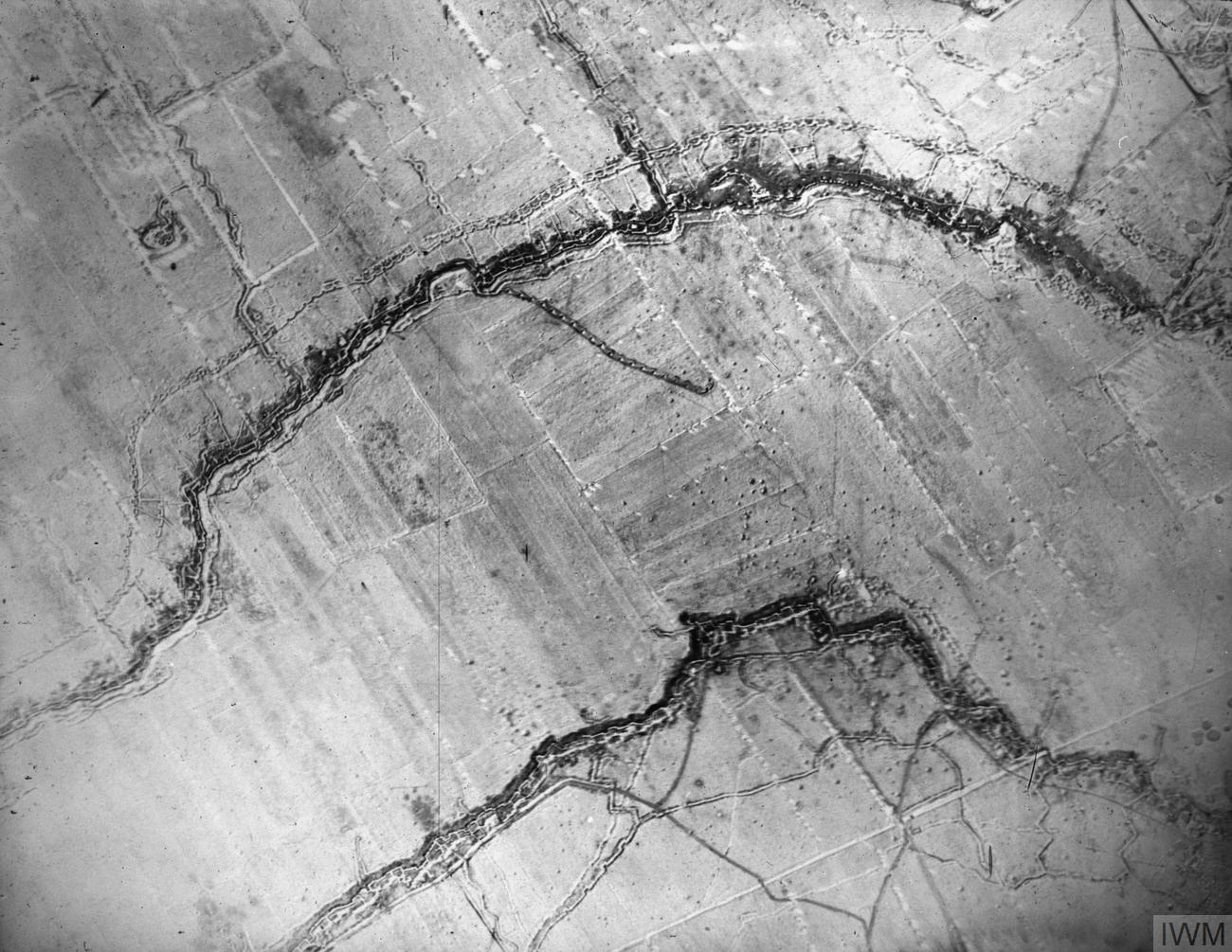
Photo aérienne du 9 juin 1916, montrant les lignes de tranchées.
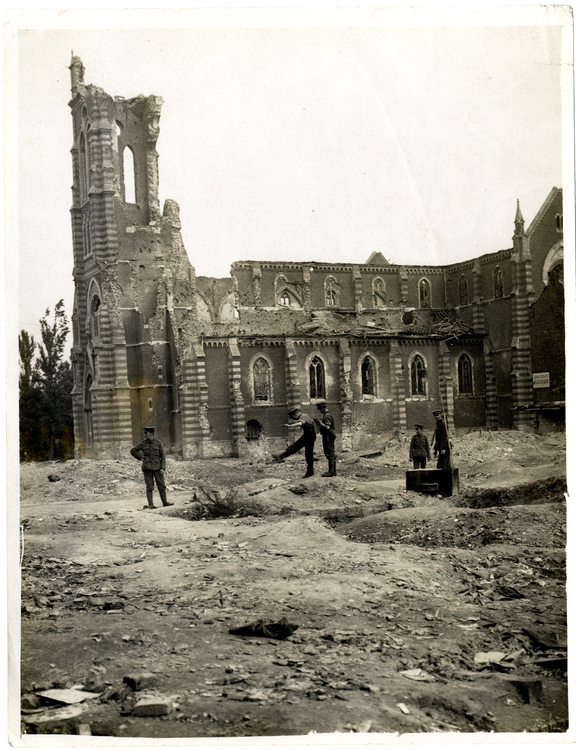
L'église en août 1915, détruite par les bombardements.
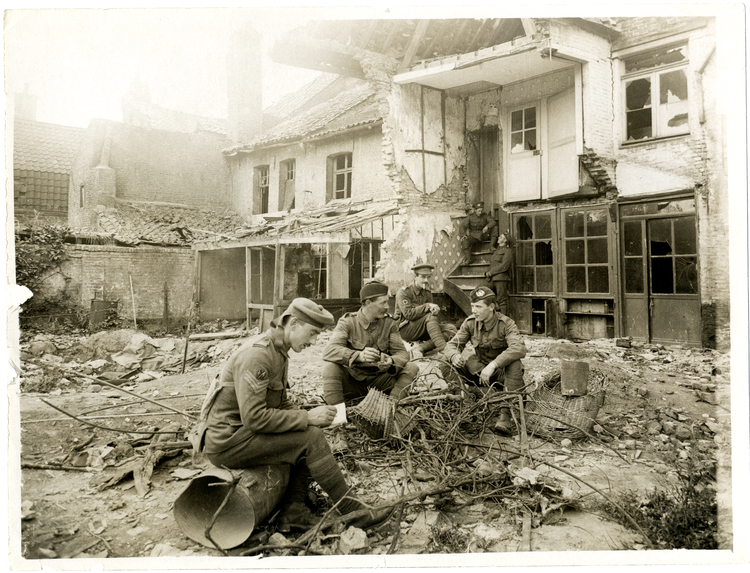
Soldats indiens de l'Empire britannique se restaurant devant des maisons en ruines de Laventie.
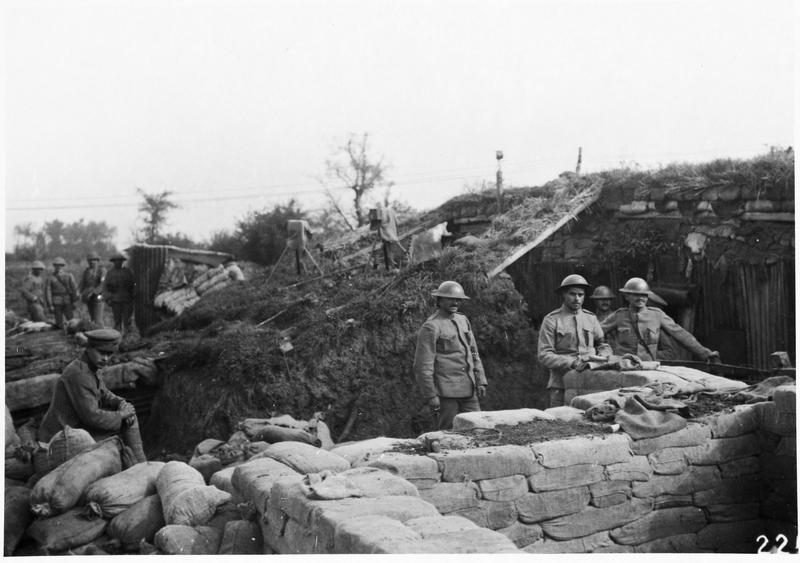
Soldats du génie britannique construisant un abri dans le secteur de Fauquissart.
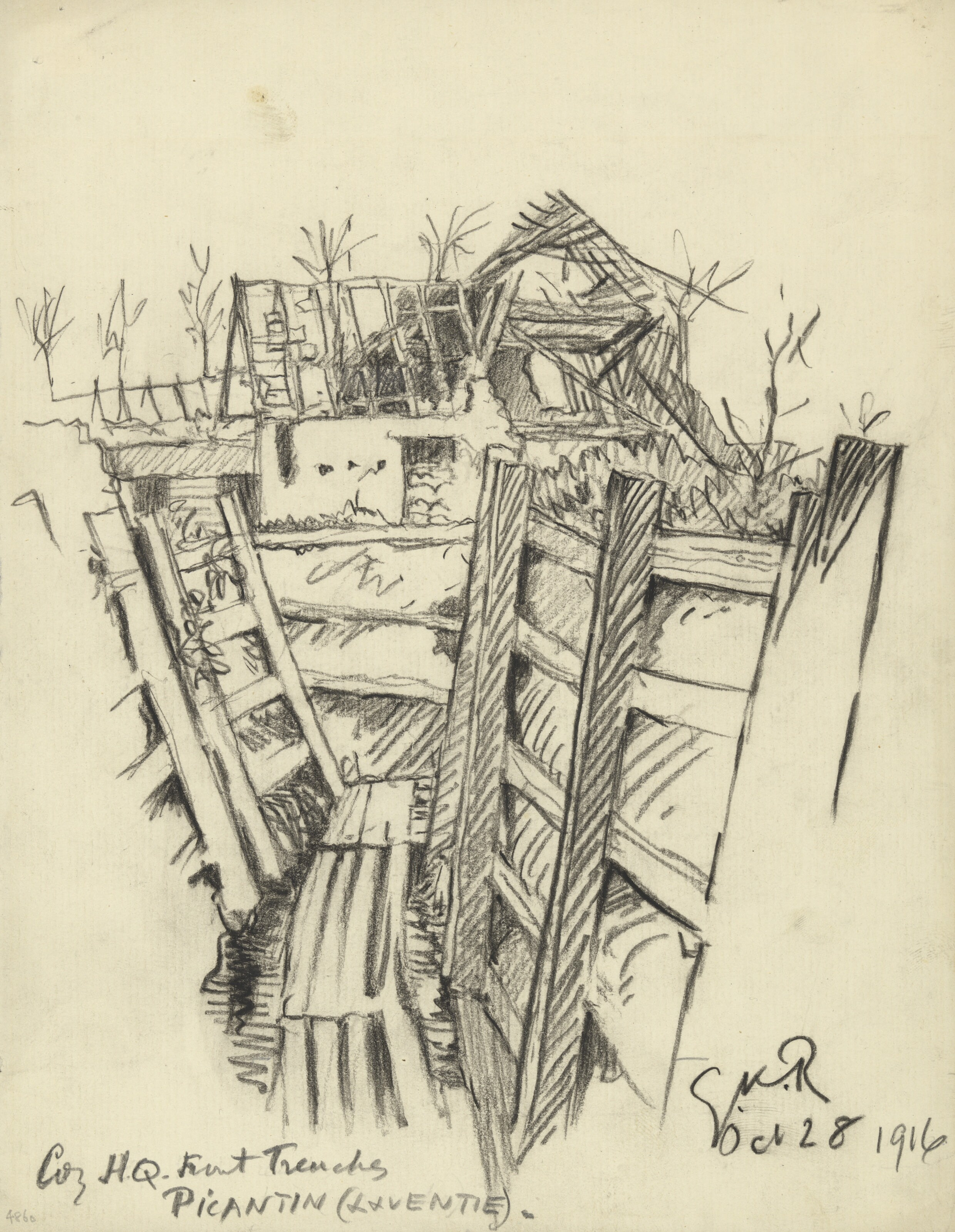
Tranchée britannique, 28 octobre 1916.
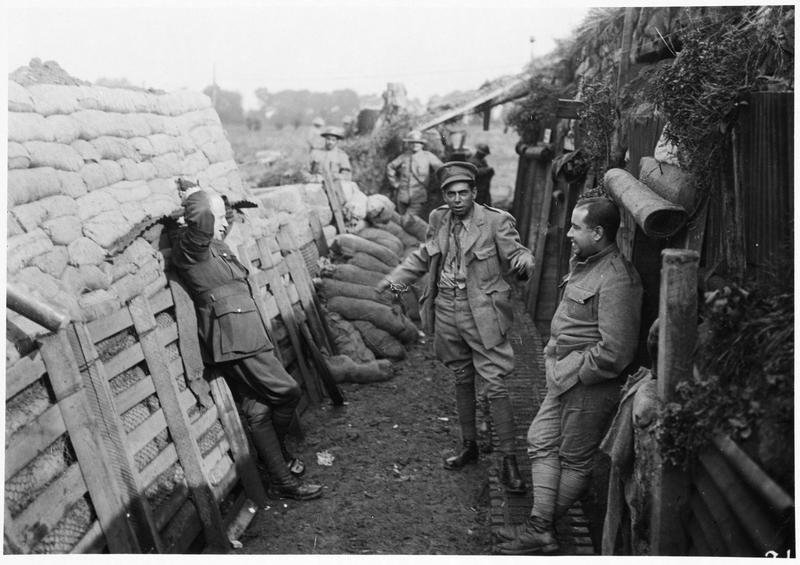
Officiers britanniques dans les tranchées dans le secteur de Fauquissart, novembre 1917.

La ville a été reconstruite par Louis Marie Cordonnier, architecte chargé de la reconstruction de la vallée de la Lys. L'église édifiée par son père Jean Baptiste Cordonnier en 1882, est reconstruite selon les plans d'origine de Jean-Baptiste Cordonnier, sur les instructions du maire en 1920 Alfred Duquesne. Il y ajoute une flèche en ardoises montant à 68 mètres de hauteur, innove en utilisant le béton armé pour certaines structures. Les vitraux et verrières sont confiés au maître verrier Étienne Delannoy. L'église est bénie en avril 1929.
Louis-Marie Cordonnier va encore dessiner et diriger la construction/reconstruction de l'hôtel de ville, terminé en 1931, le castel de l'Allœu, le manoir Sainte-Paule, le monument aux morts et l'église Saint-Pierre du hameau de Fauquissart (entre 1927 et 1929).

## Politique et administration

### Découpage territorial
La commune se trouve dans l'arrondissement de Béthune du département du Pas-de-Calais.

#### Commune et intercommunalités
Laventie est membre depuis 2003 de la communauté de communes Flandre Lys, un établissement public de coopération intercommunale (EPCI) à fiscalité propre créé fin 1992 et auquel la commune a transféré un certain nombre de ses compétences, dans les conditions déterminées par le code général des collectivités territoriales.

#### Circonscriptions administratives
La commune était le chef-lieu depuis 1793 du canton de Laventie. Dans le cadre du redécoupage cantonal de 2014 en France, cette circonscription administrative territoriale a disparu, et le canton n'est plus qu'une circonscription électorale.
Pour les élections départementales, la commune fait partie depuis 2014 du canton de Beuvry.

#### Circonscriptions électorales
Pour l'élection des députés, elle fait partie de la neuvième circonscription du Pas-de-Calais.

### Élections municipales et communautaires

#### Liste des maires
Maire en 1920 : Alfred Duquesne.
| Période                                  | Période                        | Identité               | Étiquette             | Qualité                                                                                 |
| ---------------------------------------- | ------------------------------ | ---------------------- | --------------------- | --------------------------------------------------------------------------------------- |
| Les données manquantes sont à compléter. |                                |                        |                       |                                                                                         |
| 1945                                     | mars 1977                      | Désiré Fénart          | MRP puis CD           | Agriculteur Conseiller général de Laventie (1945 → 1976)                                |
| mars 1977                                | 1993                           | Henri Puchois          | DVD                   | Prothésiste dentaire Conseiller général de Laventie (1982 → 1993) Décédé en fonction    |
| octobre 1993                             | mars 2014,                     | Roger Douez            | DVD puis UDF puis UMP | Instituteur retraité Conseiller général de Laventie (1993 → 2015)                       |
| mars 2014,                               | En cours (au 10 novembre 2020) | Jean-Philippe Boonaert | UDI                   | Ingénieur Vice-président de la CC Flandre Lys (2020 → ) Réélu pour le mandat 2020-2026, |

### Jumelages
La commune de Sümmern est intégrée, depuis le 1er janvier 1975, à la commune de Iserlohn.
| Ville | Ville        | Pays | Pays      | Période     |
| ----- | ------------ | ---- | --------- | ----------- |
|       | Sümmern (d), |      | Allemagne | depuis 1967 |

## Équipements et services publics

### Espaces publics
Laventie est récompensée par le label « Ville fleurie, 2 fleurs » du Concours des villes et villages fleuris.
En 2011, la commune est récompensée par le label « Ville Internet @@@ ».
- La base de loisirs et le jardin public.

### Enseignement
Laventie fait partie de l'académie de Lille et dépend, pour les vacances scolaires, de la zone B.
Elle compte, en 2025, trois établissements scolaires :
- la cité scolaire Henri-Puchois (instruction publique) située dans l'avenue du même nom dont font partie le collège du Pays de l'Alloeu[60] et une primaire ;
- l'école Sainte-Jeanne-d'Arc (enseignement catholique privé sous contrat avec l'état) dont dépend une primaire située rue du Général-de-Gaulle (anciennement nommée école Saint-Joseph) ainsi qu'un collège situé rue Robert-Parfait ;
- l'école Sainte-Thérèse (enseignement catholique privé sous contrat avec l'état) situé dans le hameau de Fauquissart rue du Vieux-Moulin et qui assure les cours de primaire[61].

### Culture
- La maison des loisirs (MDL).

### Santé
- L'établissement d'hébergement pour personnes âgées dépendantes  (Ehpad) résidence Saint-Jean, privé non lucratif[62].
- Multiaccueil pour les petits enfants, de 18 berceaux en 2020 plus deux d'urgence[63].

## Population et société

### Démographie
Les habitants sont appelés les Laventinois.

#### Évolution démographique
L'évolution du nombre d'habitants est connue à travers les recensements de la population effectués dans la commune depuis 1793. Pour les communes de moins de 10 000 habitants, une enquête de recensement portant sur toute la population est réalisée tous les cinq ans, les populations de référence des années intermédiaires étant quant à elles estimées par interpolation ou extrapolation. Pour la commune, le premier recensement exhaustif entrant dans le cadre du nouveau dispositif a été réalisé en 2008.

En 2022, la commune comptait 5 007 habitants, en évolution de +0,38 % par rapport à 2016 (Pas-de-Calais : −0,72 %, France hors Mayotte : +2,11 %).
| 1793  | 1800  | 1806  | 1821  | 1831  | 1836  | 1841  | 1846  | 1851  |
| ----- | ----- | ----- | ----- | ----- | ----- | ----- | ----- | ----- |
| 3 904 | 4 283 | 4 070 | 4 175 | 4 373 | 4 415 | 4 297 | 4 369 | 4 204 |

| 1856  | 1861  | 1866  | 1872  | 1876  | 1881  | 1886  | 1891  | 1896  |
| ----- | ----- | ----- | ----- | ----- | ----- | ----- | ----- | ----- |
| 4 343 | 4 384 | 4 326 | 4 099 | 4 065 | 4 004 | 4 095 | 3 999 | 3 993 |

| 1901  | 1906  | 1911  | 1921  | 1926  | 1931  | 1936  | 1946  | 1954  |
| ----- | ----- | ----- | ----- | ----- | ----- | ----- | ----- | ----- |
| 3 939 | 3 751 | 3 691 | 2 648 | 2 718 | 2 782 | 2 890 | 2 817 | 2 900 |

| 1962  | 1968  | 1975  | 1982  | 1990  | 1999  | 2006  | 2008  | 2013  |
| ----- | ----- | ----- | ----- | ----- | ----- | ----- | ----- | ----- |
| 2 871 | 2 909 | 2 877 | 3 415 | 4 410 | 4 383 | 4 700 | 4 790 | 4 967 |

| 2018  | 2022  | - | - | - | - | - | - | - |
| ----- | ----- | - | - | - | - | - | - | - |
| 5 000 | 5 007 | - | - | - | - | - | - | - |

#### Pyramide des âges
En 2022, le taux de personnes d'un âge inférieur à 30 ans s'élève à 33,5 %, soit en dessous de la moyenne départementale (35,9 %). À l'inverse, le taux de personnes d'âge supérieur à 60 ans est de 28,2 % la même année, alors qu'il est de 25,8 % au niveau départemental.
En 2022, la commune comptait 2 444 hommes pour 2 563 femmes, soit un taux de 51,19 % de femmes, supérieur au taux départemental (51,59 %).
Les pyramides des âges de la commune et du département s'établissent comme suit :
| Hommes | Classe d’âge | Femmes |
| ------ | ------------ | ------ |
| 0,7    | 90 ou +      | 2,9    |
| 7,3    | 75-89 ans    | 9,4    |
| 17,9   | 60-74 ans    | 18,2   |
| 20,0   | 45-59 ans    | 18,6   |
| 18,6   | 30-44 ans    | 19,4   |
| 15,0   | 15-29 ans    | 13,7   |
| 20,6   | 0-14 ans     | 17,9   |

| Hommes | Classe d’âge | Femmes |
| ------ | ------------ | ------ |
| 0,5    | 90 ou +      | 1,6    |
| 5,6    | 75-89 ans    | 8,9    |
| 16,7   | 60-74 ans    | 18,1   |
| 20,2   | 45-59 ans    | 19,2   |
| 18,9   | 30-44 ans    | 18,1   |
| 18,2   | 15-29 ans    | 16,2   |
| 19,9   | 0-14 ans     | 17,9   |

### Manifestations culturelles et festivités
La brocante de septembre, l'une des plus importantes du secteur.

### Sports et loisirs
La commune construit une seconde salle omnisports en 2020-2021 à l'emplacement d'anciens terrains de tennis extérieurs.

### Vie associative
- L'école de musique.

## Économie

### Revenus de la population et fiscalité
En 2021, la commune compte 2 031 ménages fiscaux, regroupant 5 065 personnes.
Le revenu fiscal médian par ménage, le taux de pauvreté des ménages et la part des ménages fiscaux imposés de la commune, du département du Pas-de-Calais et de la métropole sont les suivants :
- le revenu fiscal médian par ménage de la commune est de 24 670 €, supérieur à celui du département du Pas-de-Calais (20 720 €) et supérieur à celui de la France métropolitaine (23 080 €)[Insee 13],[Insee 14],[Insee 15] ;
- le taux de pauvreté des ménages de la commune est de 8 %, de 18,4 % au niveau du département et de 14,9 % au niveau de la métropole[Insee 16],[Insee 17],[Insee 18] ;
- la part des ménages fiscaux imposés dans la commune est de 56 %, de 44,1 % au niveau du département et de 53,4 % au niveau de la métropole[Insee 13],[Insee 14],[Insee 15].

### Emploi
|                       | 2011   | 2016   | 2022   |
| --------------------- | ------ | ------ | ------ |
| Commune               | 9,3 %  | 8,9 %  | 6,6 %  |
| Département           | 11,3 % | 13,7 % | 11,2 % |
| France métropolitaine | 11,6 % | 13,7 % | 11,7 % |

En 2022, la population âgée de 15 à 64 ans s'élève à 2 951 personnes, parmi lesquelles on compte 77,9 % d'actifs (72,8 % ayant un emploi et 5,1 % de chômeurs) et 22,1 % d'inactifs,. En 2022, le taux de chômage communal (au sens du recensement) des 15-64 ans est inférieur à celui du département et inférieur à celui de la France métropolitaine.
La commune fait partie de la couronne de l'aire d'attraction de Lille, du fait qu'au moins 15 % des actifs travaillent dans le pôle,. Elle compte 1 012 emplois en 2022, contre 918 en 2016 et 1 047 en 2011. Le nombre d'actifs ayant un emploi résidant dans la commune est de 2 172, soit un indicateur de concentration d'emploi de 46,6 et un taux d'activité parmi les 15 ans ou plus de 57,5 %.
Sur ces 2 172 actifs de 15 ans ou plus ayant un emploi, 1 807 travaillent dans la commune, soit 83 % des habitants. Pour se rendre au travail, 86,2 % des habitants utilisent une voiture, un camion ou une fourgonnette, 3,2 % les transports en commun, 5,2 % s'y rendent en deux-roues motorisé, à vélo ou à pied et 5,4 % n'ont pas besoin de transport (travail au domicile).

## Culture locale et patrimoine

### Lieux et monuments
- L'hôtel de ville.
- Les églises Saint-Vaast et Saint-Pierre de Fauquissart, ainsi que plusieurs petites chapelles sont sur son territoire.
- Le manoir Sainte-Paule[71],[72].
- La place du 8-Mai-1945.
- Le presbytère.
- Le monument aux morts[73].
- Plusieurs cimetières militaires et civils.

Cimetières militaires britanniques et allemands  de la Première Guerre mondiale
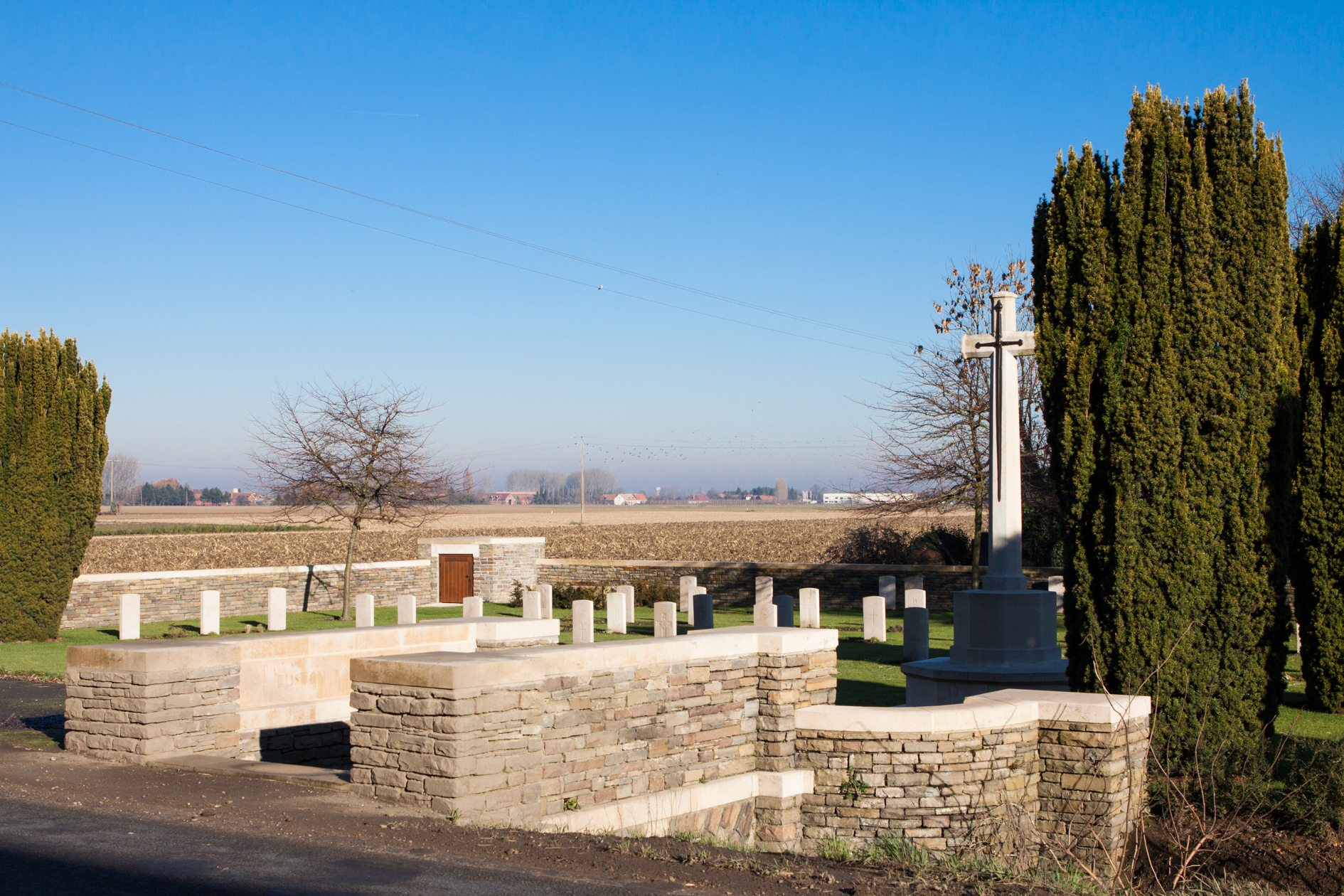
Euston Post Cemetery.
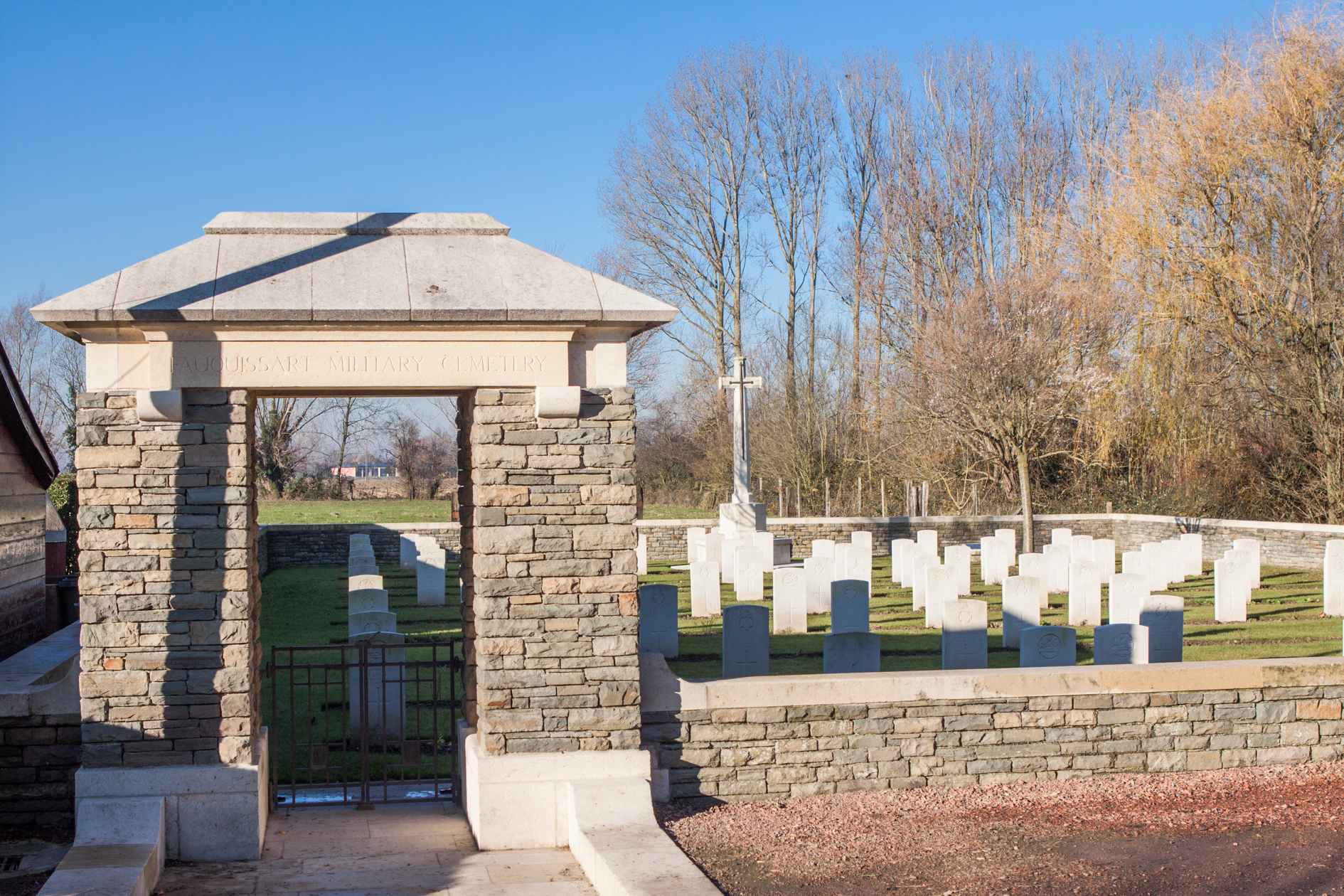
Fauquissart Military Cemetery.
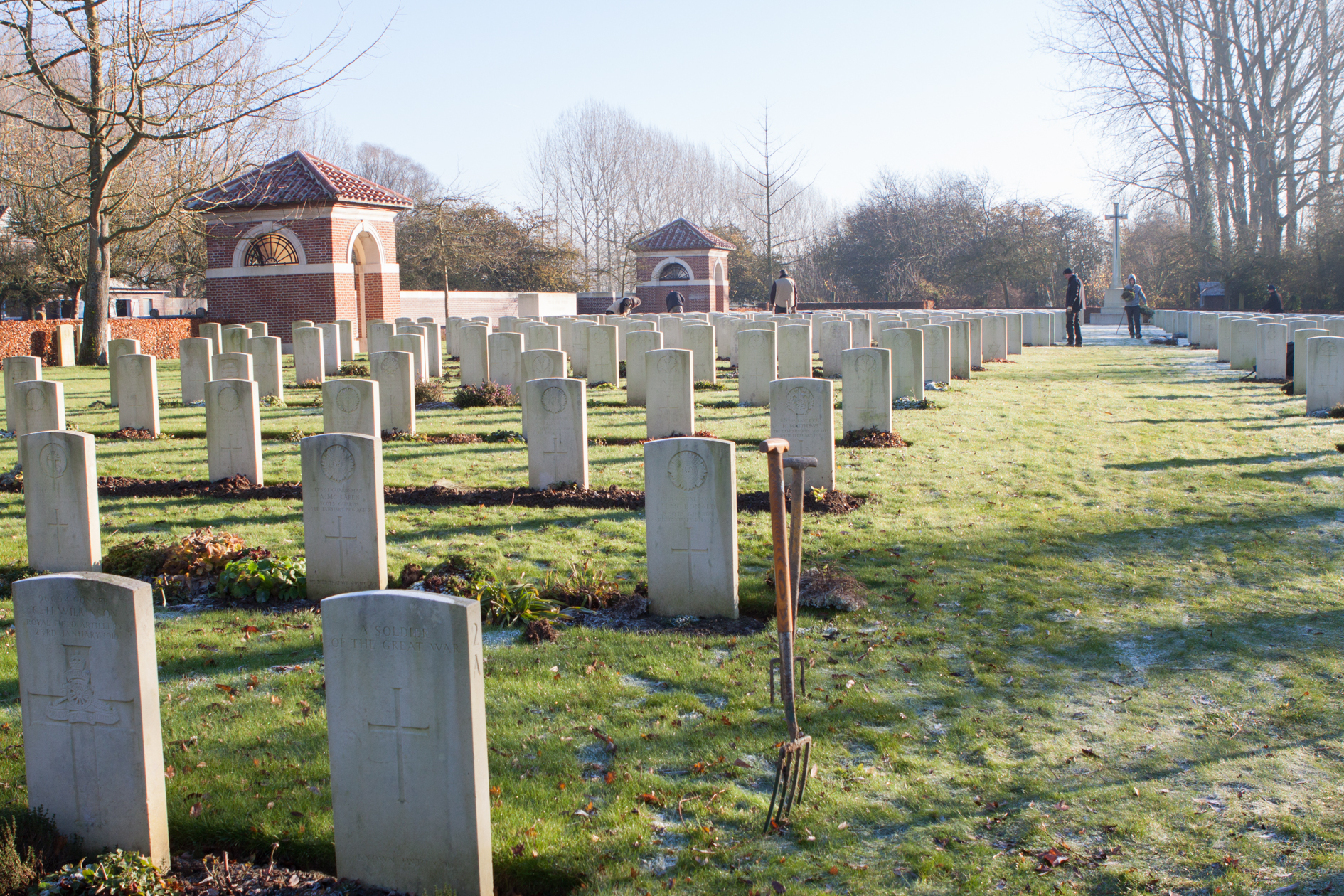
Royal Irish Rifles Graveyard.
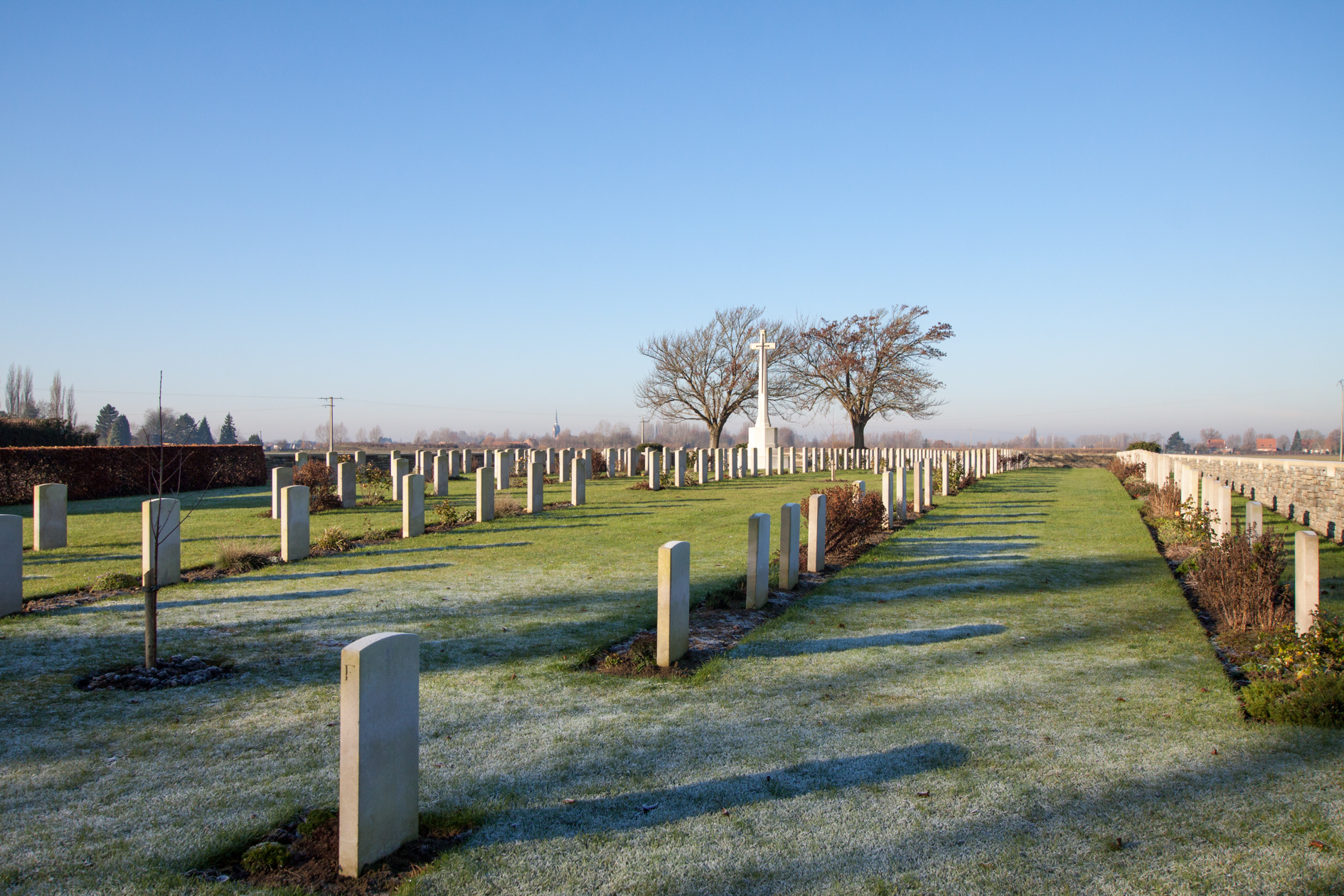
Rue-du-Bacquerot (13th London) Graveyard.
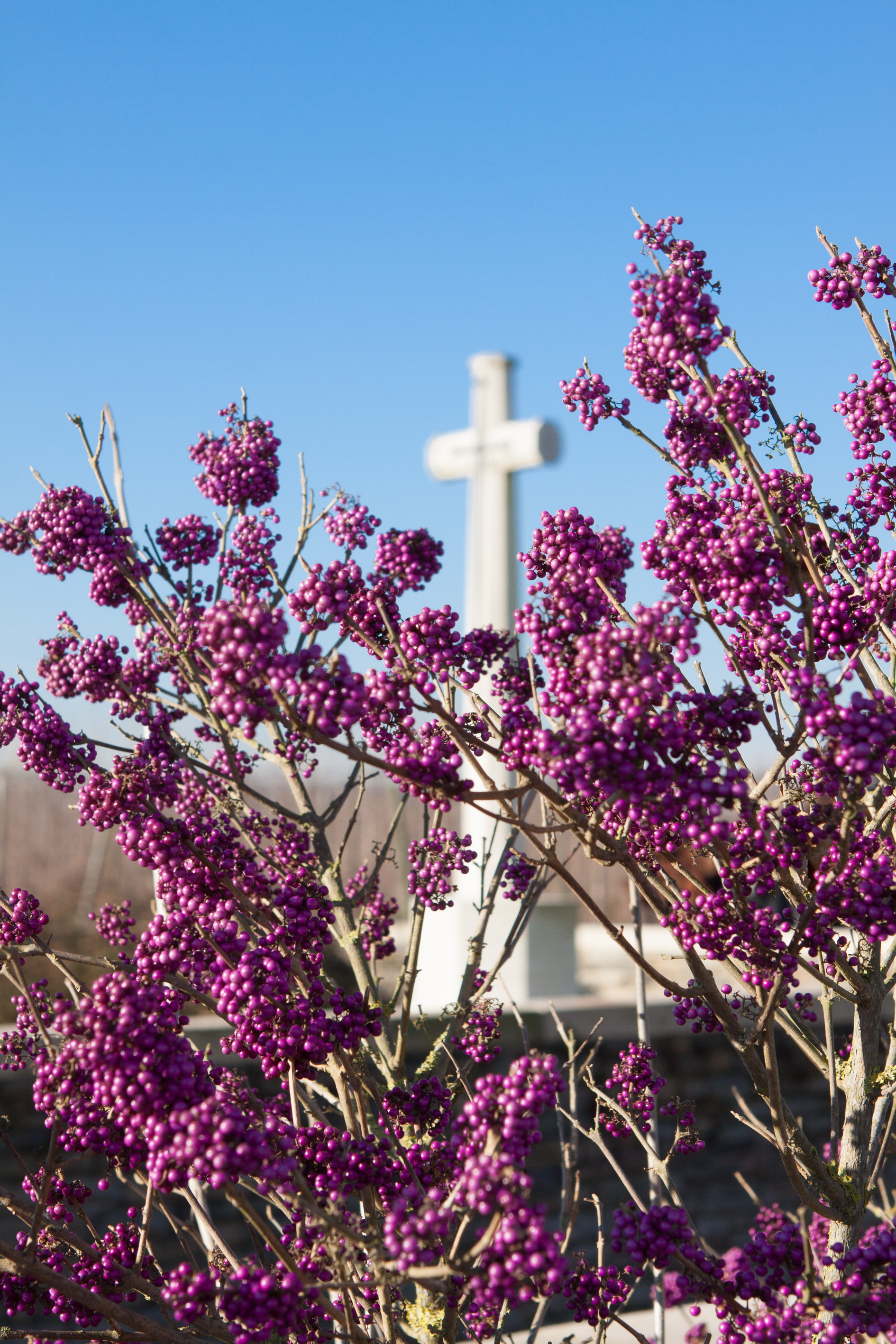
Rue-du-Bacquerot No.1 Military Cemetery.
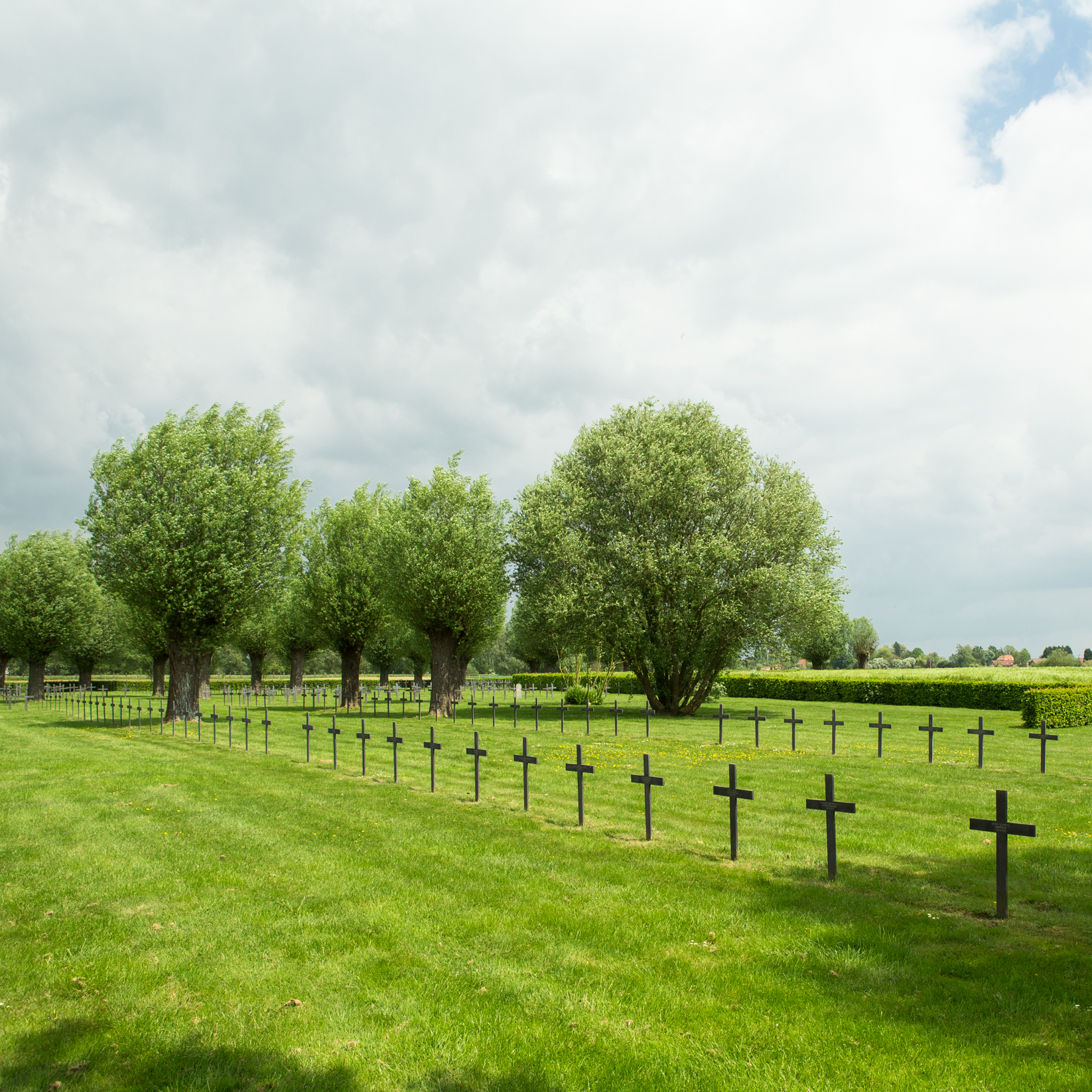
Deutscher Soldatenfriedhof Laventie.

### Personnalités liées à la commune
Le restaurateur Marc Meurin a commencé sa carrière gastronomique en achetant un bistrot à Laventie. Ce fut sa première affaire. Il n'exerce plus sa profession dans la commune.

### Héraldique
| Blason de Laventie | Blason  | D'argent au cerisier de sinople terrassé du même et fruité de gueules. Ornements extérieursCroix de guerre 1914-1918 |
| Blason de Laventie | Détails | Le statut officiel du blason reste à déterminer.                                                                     |

## Pour approfondir

#### Bases de données, dictionnaires et encyclopédies
- Ressources relatives à la géographie :   - Insee (communes)
  - Ldh/EHESS/Cassini
- Ressource relative à la santé :   - Fichier national des établissements sanitaires et sociaux
- Ressource relative à plusieurs domaines :   - Annuaire du service public français
- Notices d'autorité :   - VIAF
  - BnF (données)